# Inmigración fiyiana en el Reino Unido
Los fiyianos en el Reino Unido incluyen a inmigrantes nacidos en Fiyi, antigua colonia británica, así como sus descendientes nacidos en el país europeo. En 2011, había 6.285 residentes nacidos en Fiyi en el Reino Unido.

## Historia y asentamiento
Fiyi y el Reino Unido tienen vínculos estrechos, pues Fiyi fue durante mucho tiempo una colonia británica, además Fiyi es miembro de la Mancomunidad de Naciones, aunque su membresía fue suspendida en septiembre de 2009. Durante varias generaciones, los fiyianos han servido en el ejército británico. Lucharon por los británicos contra los japoneses en la Segunda Guerra Mundial, y más tarde en Malaya, Borneo, Omán e Irak.
Los fiyianos han sido apodados los "héroes olvidados" del ejército británico, y, según el mayor Charles Heyman, "Hay una larga tradición militar en Fiyi y muchos sirven hoy porque sus padres y abuelos lo hicieron" y "los fiyianos han ha sido una parte esencial del Imperio Británico y lo que están haciendo, básicamente, es llenar los puestos vacantes en el ejército británico porque no podemos reclutar lo suficiente del propio Reino Unido". En 2009, aproximadamente 2.000 fiyianos trabajan para las fuerzas armadas británicas (como resultado del reclutamiento desde 1998).

## Demografía y población
El censo del Reino Unido de 2001 registró 3.464 personas nacidas en Fiyi que residían en el Reino Unido.  El censo de 2011 registró 5.759 personas nacidas en Fiyi que vivían en Inglaterra, 88 en Gales,  325 en Escocia  y 113 en Irlanda del Norte. 
El mayor número de personas de origen fiyiano en el Reino Unido se puede encontrar en Londres, así como en las ciudades cercanas a las bases de infantería del ejército británico, como Catterick y Salisbury. Fiyi es una nación diversa con una mezcla de muchas etnias, como los fiyianos nativos, que son las de origen indígena austronesio que forman la mayoría de la población de la isla, con minorías de indios entre otros grupos.  Muchos británicos famosos de ascendencia fiyiana son indo-fiyianos, incluidos Nifa Hindes, Nishan Hindes, Satya Nandan, Ramon Tikaram, y Tanita Tikaram

## Cultura y comunidad
Muchos fiyianos asisten a los servicios religiosos comunitarios que se celebran en varios cuarteles de todo el país el primer domingo de cada mes. La comunidad de Fiji en el Reino Unido es bastante unida y disfrutan de grandes banquetes y comidas juntos, donde los platos tradicionales de Fiji se cocinan en hornos de tierra, Lovo es popular entre la comunidad, mientras que otros alimentos como pollo, cordero, pescado con leche de coco junto con el ñame y las batatas también son populares. Actualmente no hay tiendas ni restaurantes de Fiji en la capital, aunque muchos establecimientos de propiedad africana son populares entre la comunidad de Fiyi. La comida es una parte importante de la cultura de Fiyi, y las celebraciones se llevan a cabo en todo el país todos los años en un día llamado Día de Fiji que conmemora la independencia del país. Los bailes y los partidos de rugby también son un espectáculo habitual en estas celebraciones. Los fiyianos y otros habitantes de las islas del Pacífico también tienden a elegir clubes nocturnos y lugares similares, especialmente en Londres.

## Individuos notables
- Nifa y Nishan Hindes
- Satya Nandan
- Ramon Tikaram
- Tanita Tikaram